# Batrachornis hottentottus
Batrachornis hottentottus är en insektsart som först beskrevs av Henri Saussure 1884.  Batrachornis hottentottus ingår i släktet Batrachornis och familjen Pamphagidae. Inga underarter finns listade i Catalogue of Life.